# Parafia św. Marcina w Nowym Mieście
Parafia św. Marcina w Nowym Mieście – parafia znajdująca się w Nowym Mieście w archidiecezji lwowskiej w dekanacie Sambor, na Ukrainie.

## Historia
Parafia erygowana w 1419. 
Obecny kościół zbudowany został w 1463 lub 1512 na miejscu poprzedniego. W 1648 przed najazdem kozackim schronili w nim się mieszkańcy miasta. Jednak zostali oni wymordowani przez oddziały Chmielnickiego. Jeszcze wiele lat później na ścianach kościoła widoczne były ślady krwi. 
W 1939 parafia należała do dekanatu dobromilskiego  w diecezji przemyskiej. W 1945 roku tereny te weszły w skład Ukraińskiej SRR.
W 1946 roku ks. Józef Budowski, wyjechał do Polski. Na wyjazd nie zdecydował się ks. Jan Szetela, który trafił do tej parafii jako neoprezbiter w 1937 i służył w niej jako wikariusz. Objął on tym samym probostwo. Sprawował posługę duszpasterską również w okolicznych parafiach, w których nie było księży, a kościoły zostały pozamykane oraz wśród unitów. Mieszkał w prywatnych domach parafian, gdyż plebanię znacjonalizowano. 11 sierpnia 1950 został aresztowany przez NKWD i skazany na 10 lat łagrów, konfiskatę mienia, 5 lat zsyłki i pozbawienie praw obywatelskich na 5 lat. Odrzucił propozycję uniknięcia kary w zamian za wyjazd do Polski i został zesłany do łagru w Karagandzie, gdzie pracował m.in. w kopalni. Zwolniony w 1955 powrócił do swojej parafii, w której służył do 1991, będąc prześladowanym przez władze państwowe. Dzięki posłudze ks. Jana Szeteli nowomiejski kościół był jednym z nielicznych kościołów, które nie zostały zamknięte przez komunistyczne władze. W każdą niedzielę o godzinie 12.00 odbywa się msza święta w języku polskim.

## Terytorium parafii
Bąkowice, Grabownica, Grodzisko, Hruszatyce, Komarowice, Nowe Miasto, Posada Nowomiejska.